# Tốc Bất Đài
Tốc Bất Đài (tiếng Mông Cổ: Sübügätäi or Sübü'ätäi; chữ Hán: 速不台, phiên âm: Subetei, Subetai, Subotai, Tsubotai, Tsubetei, Tsubatai; tiếng Mông Cổ: Сүбээдэй, Sübeedei; 1176–1248) là một danh tướng Mông Cổ bách chiến bách thắng dưới trướng của Thành Cát Tư Hãn và Oa Khoát Đài. Ông là một trong "tứ khuyển" hay tứ dũng, tứ tiết theo các gọi thân mật mà Thành Cát Tư Hãn đặt cho bốn đại dũng sĩ của thảo nguyên Mông Cổ là Hốt Tất Lai (忽必来), Giả Lặc Mễ (者勒蔑), Triết Biệt (哲別) và Tốc Bất Đài. Ông là cha của danh tướng Mông Cổ Ngột Lương Hợp Thai và là ông nội của A Truật (Ajiu), viên tư lệnh Mông Cổ tiêu diệt nhà Nam Tống.

## Chiến tích
Ông theo phò tá Thành Cát Tư Hãn từ những ngày đầu khởi nghiệp thống nhất các bộ tộc Mông Cổ, là nhà chiến lược quân sự và đại tướng của Thành Cát Tư Hãn và Oa Khoát Đài. Ông đã tiến hành hơn hai mươi chiến dịch, đánh thắng nhiều trận, qua đó chinh phục nhiều quốc gia và vùng lãnh thổ. Ông có khả năng phối hợp sự vận động của các quân đoàn cách xa nhau hàng trăm km. Ông nổi tiếng qua việc tiêu diệt hoàn toàn quân đội Hungary và Ba Lan trong vòng hai ngày, mỗi lực lượng cách nhau hơn năm trăm km.
Người ta còn biết đến ông như là người chỉ huy cuộc hành quân bằng ngựa dài nhất trong lịch sử, trong 2 năm quân đội của ông đi 5.500 dặm từ Mông Cổ tấn công vào Đông Âu đến tận thành Vơnizo và tiêu diệt 6 quốc gia trên đường đi. Tốc Bất Đài là một trong những chỉ huy của quân Mông Cổ coi mùa đông là thời gian tốt nhất để tiến hành chiến tranh. Trong khi những người có sức chịu đựng lại trú đông thì người Mông Cổ lại có khả năng sử dụng những hồ và sông đóng băng để làm đường đi cho những kỵ binh của mình, đây là một chiến thuật mà Tốc Bất Đài sử dụng với hiệu quả lớn ở Nga, cùng với Triết Biệt đánh tan 8 vạn quân Nga trên sông Kalka.

## Chiến dịch đầu tiên
Chiến dịch phía Tây đầu tiên của ông là khi Thành Cát Tư Hãn đưa Tốc Bất Đài tới chinh phục Merkits. Tốc Bất Đài đã đánh bại họ ở sông Chu năm 1216 và lần thứ hai năm 1219 ở vùng Kipchaks. Mohammad II của Khwarizim (Hoa Thích Tử Mô) sau đó đã tiến hành các cuộc tấn công nhỏ vào quân đội của Tốc Bất Đài dọc theo Irghiz.
Thành Cát Tư Hãn dẫn quân Mông Cổ tiến về phía tây vào cuối năm 1219 để xâm lược Khwarizm trả thù việc hành quyết các sứ thần Mông Cổ. Tốc Bất Đài được giao chỉ huy đội quân tiên phong. Với khoảng 13 vạn quân, quân Mông Cổ thua kém hơn nhiều lực lượng của Hoàng đế Khwarizim về số lượng, nhưng bằng mưu kế và di chuyển linh hoạt, quân Mông Cổ đã tiêu diệt Khwarizim trong vài trận đánh quan trọng. Mohammad cố gắng bảo vệ bản thân và chạy trốn vào miền trung Ba Tư, Thành Cát Tư Hãn lại phái Tốc Bất Đài và Triết Biệt dẫn 2 vạn quân để truy bắt ông ta. Mohammad đã trốn thoát, nhưng lại bị ốm và chết tại một làng chài trên bờ biển Caspi đầu năm 1221.
Tốc Bất Đài đã trú đông ở Azerbaijan. Tại đây ông ta đã hình thành một ý tưởng là đi vòng qua biển Caspi để tấn công vào hậu phương của Kipchaks và Cumans. Sau khi kiểm soát được Persia và đột kích Georgia, quân Mông Cổ đã cắt ngang qua dãy núi Caucasus trong suốt mùa đông để đi vòng qua Derbent Pass. Bằng chiến thuật khôn ngoan, Tốc Bất Đài đã chia cắt và đánh bại quân Alans và Don Kipchaks/Cumans. Ông ta tấn công tiêu diệt liên quân Rus và Cuman tại khu vực sông Kalka (31 tháng 5 năm 1223), nhưng cuộc đột kích vào lãnh thổ Volga Bulgar kết thúc với thất bại. Tốc Bất Đài đã nhận quân tiếp viện và sau đó chinh phục được Kipchaks và Kanglis. Chiến dịch kết thúc và Tốc Bất Đài trở lại gia nhập vào quân của Thành Cát Tư Hãn và quay về nhà.

## Đánh Tây Hạ và diệt Kim
Tốc Bất Đài đóng vai trò quan trọng trong trận chiến tấn công Tây Hạ năm 1226. Liền đó năm 1227, ông định thôn tính nhà Kim dọc sông Vị. Chiến dịch này bị tạm hoãn một thời gian vì Thành Cát Tư Hãn đột ngột qua đời trong chiến dịch đánh Tây Hạ ở tuổi 66. Con trai Thành Cát Tư Hãn là Oa Khoát Đài nối ngôi cha.
Từ năm 1230 đến 1232, quân Mông Cổ tấn công hai lần hòng tiêu diệt nhà Kim nhưng bất thành. Quân sĩ nhà Kim đông hơn và địa hình phức tạp khiến Tốc Bất Đài không thể đạt được tham vọng của mình. Phải tới năm 1234, khi Tốc Bất Đài liên minh với nhà Tống thì nhà Kim mới bị tiêu diệt.

## Tấn công Trung và Đông Âu
Cuộc tấn công cuối cùng vào châu Âu là do Tốc Bất Đài lên kế hoạch và thực hiện. Sau khi tiêu diệt nhiều vương quốc ở liên bang Nga, Tốc Bất Đài cử do thám tới Ba Lan, Hungary, Áo nhằm chuẩn bị tấn công trung tâm châu Âu.
Sau khi có được bức tranh tổng thể của châu Âu nhờ lực lượng do thám gửi về, Tốc Bất Đài chuẩn bị kế hoạch tấn công dưới sự chỉ huy của Bạt Đô và hai hoàng tử khác. Dù Bạt Đô là thống lĩnh quân đội nhưng người chỉ huy thực tế là Tốc Bất Đài. Ông có mặt ở hai chiến dịch miền nam và miền bắc ở đại công quốc Kiev Rus (Đông Âu ngày nay).
Tốc Bất Đài cũng đích thân chỉ huy trận đánh vào vương quốc Hungary.  Khi lực lượng quân Hợp Đan (con trai thứ hai của Oa Khoát Đài) chiến thắng trong trận Legnica (tiêu diệt quân liên quân châu Âu) và quân Quý Do (con trai cả của Oa Khoát Đài) chiến thắng ở vùng Transylvania (Romania ngày nay), việc duy nhất của Tốc Bất Đài là đợi họ có mặt ở đồng bằng Hungary.
Khi biết quân Hungary tới giao chiến, Tốc Bất Đài ngay lập tức điều quân rút lui khỏi sông Sajo, nhử khiến quân địch đuổi theo. Đây là kế sách cổ xưa của đế quốc Mông Cổ và kẻ địch đã bị sập bẫy. Lúc này, quân Mông Cổ đã phục kích sẵn trong rừng và chờ đợi quân Hungary phơi mình trên đồng bằng Mohi rộng lớn.
Một ngày sau trận thắng Legnica, Tốc Bất Đài tấn công trận chiến Mohi lịch sử ngày 10.4.1241. Một đơn vị quân Mông Cổ bí mật vượt sông và tấn công vào sườn nam khu lều trại của lính Hungary. Đội hình chính vượt sông Sajo bằng cầu nhưng bị quân Hungary chống trả dữ dội. Tốc Bất Đài đã sử dụng máy bắn đá để dẹp đường cho kị binh và bộ binh tấn công.
Dàn cung thủ Hungary gây ra tổn thất ít nhiều cho quân Mông Cổ. Tốc Bất Đài khi đó không muốn đối mặt với lực lượng cung thủ Hungary thiện chiến trang bị cả dao, kiếm và đội hình tốt nên chọn cách tách lực lượng cung thủ này ra.
Quân Mông Cổ khi tấn công vờ rút lui, để lộ khoảng trống đội hình. Quân Hungary hăm hở lao vào khiến cung thủ không được che chắn và mất kỉ luật vốn có. Theo đúng tính toán của Tốc Bất Đài, quân Hungary rơi vào một vùng đầm lầy ngập nước khiến ngựa không thể di chuyển. Cung thủ Mông Cổ lúc này chỉ việc bắn hạ bất kì mục tiêu nào theo sở thích. Sử liệu cho thấy xác quân Hungary lấp đầy đường sau 2 ngày giao tranh. Toàn bộ 4 vạn binh sĩ, giám mục và tổng giám mục ở Sajo của quân đội Hungary đều chịu chung số phận bi thảm. Quân Mông Cổ chỉ thiệt hại chưa đầy 1.000 người.

## Những năm cuối đời
Cuối năm 1241, Tốc Bất Đài đề xuất kế hoạch tấn công Đế quốc La Mã Thần thánh (Đức). Tuy nhiên, cái chết đột ngột của Oa Khoát Đài khiến kế hoạch xâm lăng này bị hoãn vô thời hạn. Hoàng đế mới của đế chế Mông Cổ mời Tốc Bất Đài ở tuổi 70 chỉ huy chiến dịch chống quân Tống năm 1246-1247. Đây là chiến dịch cuối cùng của quân Mông Cổ trước khi thống nhất toàn cõi Trung Quốc và lập nên triều nhà Nguyên.
Sau khi diệt Tống, Tốc Bất Đài trở về quê nhà vào năm 1248 và sống phần đời còn lại bên dòng sông Tuul (gần thủ đô Ulanbator ngày nay). Ông qua đời năm 72 tuổi.